# Samhällskostnadsstudier
Samhällskostnadsstudier (på engelska benämns dessa ofta cost of illness eller economic cost studies), är beskrivande kostnadsanalyser. Den används ofta för att beskriva hur kostnaden för en viss sjukdom eller ett tillstånd förändrats över tid eller att belysa hur stor kostnad sjukdomen medför för samhället.

## Historik
I Sverige finns en historik av att studera just samhällskostnader, exempelvis i relation till trafiksäkerhet och folkhälsa.
Internationellt beskrevs och diskuterades cost of illness-metoden mycket från 1960-talet och framåt, med föregångare som exempelvis Dorothy P. Rice som beräknade den totala kostnaden för sjukdom i samhället. En motsvarande svensk beräkning hittas exempelvis i professor Björn Lindgrens avhandling från 1981. Senare blev trafiksäkerhet och olyckor nyckelområden där just samhällskostnadsstudier använts.

## Perspektiv
Liksom för hälsoekonomiska analyser så kan perspektivet skilja sig mellan olika beskrivande kostnadsstudier. Begreppet samhällskostnadsstudier indikerar att ett samhällsperspektiv bör eftersträvas, vilket innebär att både direkta och indirekta kostnader omfattas, medan de engelska begreppen är mer neutrala och exempelvis kan begränsas till enbart kostnader för hälso- och sjukvården. Direkta kostnader är kostnader för varor och tjänster, medan indirekta kostnader brukar beräknas som kostnader för förlorad produktivitet. Beroende på vilket perspektiv som används kan kostnaden för samma sjukdom eller tillstånd skilja sig kraftigt mellan studier.
Ytterligare en faktor som gör jämförbarheten mellan samhällskostnadsstudier är att dessa kan vara inriktade på att beskriva hela kostnaden för en patientgrupp (även kostnader som uppstår till följd av annan samtida sjukdom), eller genom olika metoder försöka urskilja kostnader som uppstår till följd av den specifika sjukdomen.

## Kritik
Kritik har riktats mot samhällskostnadsstudier; utifrån de metodologiska frågeställningar som rör beräkning av indirekta kostnader och att kostnader för smärta och lidande generellt inte inkluderas (så kallade intangibles), och utifrån en mer teoretisk grund att uppgiften om en sådan samhällskostnad inte ger någon information om hur kostnaden skulle kunna minskas eller vilken insats som ska göras för att minska kostnaden. Eftersom samhällskostnadsstudier inte jämför alternativa behandlingsalternativ inom ett befintligt ramverk kan metodologiska val påverka resultaten i hög grad, exempelvis i de beräkningar av alkoholens samhällskostnader som gjorts för Sverige. Det finns dock många tillstånd (utöver missbruk och olyckor) för vilka jämförande studier anses oetiska och ibland omöjliga att genomföra, exempelvis har cost of illness-metodik också använts för att beskriva samhällskostnader för läkemedelsrelaterad sjuklighet.